# Thysanoprymna flava
Thysanoprymna flava är en fjärilsart som beskrevs av Rothschild 1935. Thysanoprymna flava ingår i släktet Thysanoprymna och familjen björnspinnare. Inga underarter finns listade i Catalogue of Life.